# Dasychira kausalia
Dasychira kausalia är en fjärilsart som beskrevs av Moore 1879. Dasychira kausalia ingår i släktet Dasychira och familjen tofsspinnare. Inga underarter finns listade i Catalogue of Life.